# Häfelfingen
Häfelfingen är en ort och kommun i distriktet Sissach i kantonen Basel-Landschaft, Schweiz. Kommunen har 251 invånare (2023).